# Metzgeria disciformis
Metzgeria disciformis là một loài Rêu trong họ Metzgeriaceae. Loài này được A. Evans mô tả khoa học đầu tiên năm 1910.